# 84e cérémonie des Oscars
La 84e cérémonie des Oscars du cinéma, organisée par l'Academy of Motion Picture Arts and Sciences, s'est déroulée le 26 février 2012 au Hollywood and Highland Center de Los Angeles et a récompensé les films sortis en 2011. Diffusée par le réseau de télévision américain ABC, elle a été présentée par Billy Crystal. En France, la cérémonie est retransmise par le réseau de télévision Canal+.
Les nominations ont été annoncées le 24 janvier 2012.

## Palmarès
Les lauréats sont indiqués ci-dessous en premier de chaque catégorie et en gras.

### Meilleur film
(remis par Tom Cruise)
- The Artist – Thomas Langmann
  - Cheval de guerre (War Horse) – Steven Spielberg et Kathleen Kennedy
  - La Couleur des sentiments (The Help) – Brunson Green, Chris Columbus et Michael Barnathan
  - The Descendants – Jim Burke, Jim Taylor et Alexander Payne
  - Extrêmement fort et incroyablement près (Extremely Loud and Incredibly Close) – Scott Rudin
  - Hugo Cabret (Hugo) – Graham King et Martin Scorsese
  - Minuit à Paris (Midnight in Paris) – Letty Aronson et Stephen Tenenbaum
  - Le Stratège (Moneyball) – Michael De Luca, Rachael Horovitz et Brad Pitt
  - The Tree of Life – Dede Gardner, Sarah Green, Grant Hill et Bill Pohlad

### Meilleur réalisateur
(remis par Michael Douglas)
- Michel Hazanavicius pour The Artist
  - Woody Allen pour Minuit à Paris (Midnight in Paris)
  - Terrence Malick  pour The Tree of Life
  - Alexander Payne pour The Descendants
  - Martin Scorsese pour Hugo Cabret (Hugo)

### Meilleur acteur
(remis par Natalie Portman)
- Jean Dujardin pour le rôle de George Valentin dans The Artist
  - Demián Bichir pour le rôle de Carlos Galindo dans A Better Life
  - George Clooney pour le rôle de Matt King dans The Descendants
  - Gary Oldman pour le rôle de George Smiley dans La Taupe (Tinker Tailor Soldier Spy)
  - Brad Pitt pour le rôle de Billy Beane dans Le Stratège (Moneyball)

### Meilleure actrice
(remis par Colin Firth)
- Meryl Streep pour le rôle de Margaret Thatcher dans La Dame de fer (The Iron Lady)
  - Glenn Close pour le rôle de Albert Nobbs dans Albert Nobbs
  - Viola Davis pour le rôle de Aibileen Clark dans La Couleur des sentiments (The Help)
  - Rooney Mara pour le rôle de Lisbeth Salander dans Millénium, les hommes qui n'aimaient pas les femmes (The Girl with the Dragon Tattoo)
  - Michelle Williams pour le rôle de Marilyn Monroe dans My Week with Marilyn

### Meilleur acteur dans un second rôle
(remis par Melissa Leo)
- Christopher Plummer pour le rôle de Hal dans Beginners
  - Kenneth Branagh pour le rôle de Sir Laurence Olivier dans My Week with Marilyn
  - Jonah Hill pour le rôle de Peter Brandt dans Le Stratège (Moneyball)
  - Nick Nolte pour le rôle de Paddy Conlon dans Warrior
  - Max von Sydow pour le rôle du locataire dans Extrêmement fort et incroyablement près (Extremely Loud and Incredibly Close)

### Meilleure actrice dans un second rôle
(remis par Christian Bale)
- Octavia Spencer pour le rôle de Minny Jackson dans La Couleur des sentiments (The Help)
  - Bérénice Bejo pour le rôle de Peppy Miller dans The Artist
  - Jessica Chastain pour le rôle de Celia Foote dans La Couleur des sentiments (The Help)
  - Melissa McCarthy pour le rôle de Megan dans Mes meilleures amies (Bridesmaids)
  - Janet McTeer pour le rôle de Hubert Page dans Albert Nobbs

### Meilleur scénario original
(remis par Angelina Jolie)
- Minuit à Paris (Midnight in Paris) – Woody Allen
  - The Artist – Michel Hazanavicius
  - Mes meilleures amies (Bridesmaids) – Kristen Wiig et Annie Mumolo
  - Margin Call – J. C. Chandor
  - Une séparation (جدایی نادر از سیمین) – Asghar Farhadi

### Meilleur scénario adapté
(remis par Angelina Jolie)
- The Descendants – Alexander Payne, Nat Faxon et Jim Rash, d'après The Descendants de Kaui Hart Hemmings
  - Hugo Cabret (Hugo) – John Logan, d'après L'Invention de Hugo Cabret (The Invention of Hugo Cabret) de Brian Selznick
  - Les Marches du pouvoir (The Ides of March) – George Clooney, Grant Heslov et Beau Willimon, d'après Farragut North de Beau Willimon
  - Le Stratège (Moneyball) – Aaron Sorkin et Steven Zaillian, d'après l'histoire de Stan Chervin adaptée de Moneyball: The Art of Winning an Unfair Game de Michael Lewis
  - La Taupe (Tinker Tailor Soldier Spy) – Bridget O'Connor et Peter Straughan, d'après La Taupe (Tinker, Tailor, Soldier, Spy) de John le Carré

### Meilleure direction artistique
(remis par Tom Hanks)
- Hugo Cabret (Hugo) – Dante Ferretti et Francesca Lo Schiavo
  - The Artist – Laurence Bennett et Robert Gould
  - Cheval de guerre (War Horse) – Rick Carter et Lee Sandales
  - Harry Potter et les Reliques de la Mort – 2e partie (Harry Potter and the Deathly Hallows) – Stuart Craig et Stephenie McMillan
  - Minuit à Paris (Midnight in Paris) – Anne Seibel et Hélène Dubreuil

### Meilleurs costumes
(remis par Cameron Diaz et Jennifer Lopez)
- The Artist – Mark Bridges
  - Anonymous – Lisy Christl (en)
  - Hugo Cabret (Hugo) – Sandy Powell
  - Jane Eyre – Michael O'Connor
  - W.E. – Arianne Phillips

### Meilleur maquillage
(remis par Cameron Diaz et Jennifer Lopez)
- La Dame de fer (The Iron Lady) – Mark Coulier et J. Roy Helland
  - Albert Nobbs – Martial Corneville, Lynn Johnson et Matthew W. Mungle
  - Harry Potter et les Reliques de la Mort – 2e partie (Harry Potter and the Deathly Hallows) – Nick Dudman, Amanda Knight et Lisa Tomblin

### Meilleure photographie
(remis par Tom Hanks)
- Hugo Cabret (Hugo) – Robert Richardson
  - The Artist – Guillaume Schiffman
  - Cheval de guerre (War Horse) – Janusz Kamiński
  - Millénium, les hommes qui n'aimaient pas les femmes (The Girl with the Dragon Tattoo) – Jeff Cronenweth
  - The Tree of Life – Emmanuel Lubezki

### Meilleur montage
(remis par Tina Fey et Bradley Cooper)
- Millénium, les hommes qui n'aimaient pas les femmes (The Girl with the Dragon Tattoo) – Angus Wall et Kirk Baxter
  - The Artist – Anne-Sophie Bion et Michel Hazanavicius
  - The Descendants – Kevin Tent
  - Hugo Cabret (Hugo) – Thelma Schoonmaker
  - Le Stratège (Moneyball) – Christopher Tellefsen

### Meilleur montage de son
(remis par Tina Fey et Bradley Cooper)
- Hugo Cabret (Hugo) – Philip Stockton et Eugene Gearty
  - Cheval de guerre (War Horse) – Richard Hymns et Gary Rydstrom
  - Drive – Lon Bender et Victor Ray Ennis
  - Millénium, les hommes qui n'aimaient pas les femmes (The Girl with the Dragon Tattoo) – Ren Klyce
  - Transformers 3 : La Face cachée de la Lune (Transformers: Dark of the Moon) – Ethan Van der Ryn et Erik Aadahl

### Meilleur mixage de son
(remis par Tina Fey et Bradley Cooper)
- Hugo Cabret (Hugo) – Tom Fleischman et John Midgley
  - Cheval de guerre (War Horse) – Tom Johnson, Andy Nelson, Gary Rydstrom et Stuart Wilson
  - Millénium, les hommes qui n'aimaient pas les femmes (The Girl with the Dragon Tattoo) – David Parker, Michael Semanick, Ren Klyce et Bo Persson
  - Le Stratège (Moneyball) – Deb Adair, Ron Bochar, David Giammarco et Ed Novick
  - Transformers 3 : La Face cachée de la Lune (Transformers: Dark of the Moon) – Greg P. Russell (en), Gary Summers, Jeffrey J. Haboush et Peter J. Devlin

### Meilleurs effets visuels
(remis par Ben Stiller et Emma Stone)
- Hugo Cabret (Hugo) – Rob Legato, Joss Williams, Ben Grossmann et Alex Henning
  - Harry Potter et les Reliques de la Mort – 2e partie (Harry Potter and the Deathly Hallows) – Tim Burke, David Vickery, Greg Butler et John Richardson
  - La Planète des singes : Les Origines (Rise of the Planet of the Apes) – Joe Letteri, Dan Lemmon, R. Christopher White et Daniel Barrett
  - Real Steel – Erik Nash, John Rosengrant, Danny Gordon Taylor et Swen Gillberg
  - Transformers 3 : La Face cachée de la Lune (Transformers: Dark of the Moon) – Scott Farrar, Scott Benza, Matthew E. Butler et John Frazier

### Meilleure chanson originale
(remis par Will Ferrell et Zach Galifianakis)
- Les Muppets, le retour (The Muppets) – Bret McKenzie (pour la chanson "Man or Muppet")
  - Rio – Carlinhos Brown, Siedah Garrett et Sérgio Mendes (pour la chanson "Real in Rio")

### Meilleure musique de film
(remis par Penélope Cruz et Owen Wilson)
- The Artist – Ludovic Bource
  - Les Aventures de Tintin : Le Secret de La Licorne (The Adventures of Tintin : The Secret of the Unicorn) – John Williams
  - Cheval de guerre (War Horse) – John Williams
  - Hugo Cabret (Hugo) – Howard Shore
  - La Taupe (Tinker Tailor Soldier Spy) – Alberto Iglesias

### Meilleur film en langue étrangère
(remis par Sandra Bullock)
- Une séparation (جدایی نادر از سیمین) de Asghar Farhadi •  Iran
  - Bullhead (Rundskop) de Michaël R. Roskam •  Belgique
  - Footnote (Hearat Shulayim) de Joseph Cedar •  Israël
  - Sous la ville (W ciemności) de Agnieszka Holland •  Pologne
  - Monsieur Lazhar de Philippe Falardeau •  Canada

### Meilleur film d'animation
(remis par Chris Rock)
- Rango – Gore Verbinski
  - Le Chat potté (Puss in Boots) – Chris Miller
  - Chico et Rita (Chico and Rita) – Fernando Trueba et Javier Mariscal
  - Kung Fu Panda 2 – Jennifer Yuh Nelson
  - Une vie de chat – Alain Gagnol et Jean-Loup Felicioli

### Meilleur film documentaire
(remis par Robert Downey Jr. et Gwyneth Paltrow)
- Undefeated – TJ Martin, Dan Lindsay et Richard Middlemas
  - Hell and Back Again – Danfung Dennis et Mike Lerner
  - If a Tree Falls: A Story of the Earth Liberation Front – Marshall Curry et Sam Cullman
  - Paradise Lost 3: Purgatory – Joe Berlinger et Bruce Sinofsky
  - Pina – Wim Wenders et Gian-Piero Ringel

### Meilleur court métrage (prises de vues réelles)
(remis par Kristen Wiig et Maya Rudolph)
- The Shore – Terry George et Oorlagh George
  - Pentecost – Peter McDonald et Eimear O'Kane
  - Raju – Max Zähle et Stefan Gieren
  - Time Freak – Andrew Bowler et Gigi Causey
  - Tuba Atlantic – Hallvar Witzø

### Meilleur court métrage (documentaire)
(remis par Rose Byrne et Melissa McCarthy)
- Saving Face – Daniel Junge et Sharmeen Obaid-Chinoy
  - The Barber of Birmingham : Foot Soldier of the Civil Rights Movement – Robin Fryday et Gail Dolgin
  - God is the Bigger Elvis – Rebecca Cammisa et Julie Anderson
  - Incident in New Baghdad – James Spione
  - The Tsunami and the Cherry Blossom – Lucy Walker et Kira Carstensen

### Meilleur court métrage (animation)
(remis par Ellie Kemper et Wendi McLendon-Covey)
- Les Fantastiques livres volants de M. Morris Lessmore (The Fantastic Flying Books of Mr. Morris Lessmore) – William Joyce et Brandon Oldenburg
  - Dimanche – Patrick Doyon (en)
  - La Luna- Enrico Casarosa
  - A Morning Stroll – Grant Orchard et Sue Goffe
  - Une vie sauvage (en) – Amanda Forbis et Wendy Tilby (en)

### Oscars spéciaux
(présentés par Meryl Streep)

Remis au cours de la 3e cérémonie des Governors Awards le 12 novembre 2011.

#### Oscars d'honneur
- James Earl Jones
- Dick Smith

#### Jean Hersholt Humanitarian Award
- Oprah Winfrey

## Statistiques

### Nominations multiples
- 11 : Hugo Cabret
- 10 : The Artist
- 6 : Cheval de guerre, Le Stratège
- 5 : The Descendants, Millénium, les hommes qui n'aimaient pas les femmes
- 4 : La Couleur des sentiments, Minuit à Paris
- 3 : Albert Nobbs, Harry Potter et les Reliques de la Mort – 2e partie, La Taupe, Transformers 3 : La Face cachée de la Lune, The Tree of Life
- 2 : La Dame de fer, Extrêmement fort et incroyablement près, Mes meilleures amies, My Week with Marilyn, Une séparation

### Récompenses multiples
- 5 / 11 : Hugo Cabret
- 5 / 10 : The Artist
- 2 / 2 : La Dame de fer

### Les grands perdants
- 1 / 5 : The Descendants
- 1 / 5 : Millénium, les hommes qui n'aimaient pas les femmes
- 1 / 4 : La Couleur des sentiments
- 1 / 4 : Minuit à Paris
- 0 / 6 : Cheval de guerre
- 0 / 6 : Le Stratège
- 0 / 3 : Albert Nobbs
- 0 / 3 : Harry Potter et les Reliques de la Mort – 2e partie
- 0 / 3 : La Taupe
- 0 / 3 : Transformers 3 : La Face cachée de la Lune
- 0 / 3 : The Tree of Life